# David Stewart, Duca di Rothesay
David Stewart Duca di Rothesay (24 ottobre 1378 – Falkland, 26 marzo 1402) fu erede al Regno di Scozia in quanto figlio primogenito di Roberto III di Scozia e di Annabella Drummond e dal 1390 al 1398 fu il primo Duca di Rothesay. Gli venne dato il nome di David in onore del nonno Davide II di Scozia e oltre al titolo di duca portò anche i titoli di Conte di Atholl (1398-1402) e Conte di Carrick (1390-1402). Davide condivise con lo zio, ed arcinemico, Robert Stewart, Duca d'Albany, il privilegio di essere stati i primi duchi creati in Scozia. David non divenne mai re, il suo matrimonio con Marjorie Douglas, figlia di Archibald Douglas, III conte di Douglas, non diede figli.

## L'affaccio alla scena politica
David Stewart nacque il 24 ottobre 1378, primogenito di Roberto III di Scozia ed Annabella Drummond. 
Nel 1399 David fu nominato Luogotenente del regno, in parte per la crescente infermità del padre e in parte perché il clima con la vicina Inghilterra si stava scaldando e la guerra diventava sempre più vicina. Questa era l'occasione per lui per cominciare a sperimentarsi nella politica, ma la sua capacità di manovra venne significativamente ristretta sia dalla sua giovanile inesperienza, che dalla perenne rivalità che lo divideva dallo zio paterno Robert Stewart che era stato protettore del regno prima della sua nomina. Robert era un politico aspro e navigato e i suoi disegni sul trono erano abbastanza chiari, senza contare che aveva una solida base di potere. Per costruire una più forte alleanza con i nobili locali David sposò Marjorie Douglas, la figlia di Archibald Douglas, III conte di Douglas, scelta che provocò una seria rottura con George I, conte di March poiché una delle sue figlie era stata inizialmente promessa a David.
Egli giocò in ogni caso un ruolo politico come dimostrano le negoziazioni di pace che fece con Giovanni Plantageneto, I duca di Lancaster, a proposito delle Marche gallesi.
David pare avesse un'alleata fedele nella propria madre che fece in modo che egli prendesse più saldamente le redini sulla situazione e fu lei ad organizzare le giostre che si tennero a Edimburgo e durante le quali egli venne creato cavaliere, presentato insieme al re e investito del titolo di Duca di Rothesay da Walter Tray (morto 1401), Arcivescovo di St. Andrews, lo stesso prelato che aveva creato suo zio Duca di Albany. 

## La prigionia e la morte
Nel tardo febbraio 1402 mentre viaggiava verso Saint Andrews David fu catturato nel corso di un'operazione segreta organizzata da Albany con la complicità del cognato Archibald Douglas, IV conte di Douglas, il suo potente suocero era morto due anni prima, e il pretesto per l'arresto fu che la sua luogotenenza era terminata. All'inizio David venne portato al Castello di Saint Andrews e poco dopo al Falkland Palace, la residenza di suo zio nel Fife. Secondo il cronacotecario Walter Bower il viaggio David lo passò incappucciato e a dorso di mulo. La prigionia di David presso il palazzo fu breve poiché venne lasciato morire: il principe morì il 26 marzo 1402 e l'inchiesta condotta nel mese di maggio sulla condotta dello zio e le sue relative responsabilità lo scagionò da ogni accusa.
Quattro anni dopo fu suo fratello minore a succedere al trono come Giacomo I di Scozia, ma poiché era prigioniero in Inghilterra Albany continuò a governare indisturbato per molti anni ancora.

## Ascendenza
|                                |   |                      | Genitori            |  |  | Nonni |  |  | Bisnonni       |  |  | Trisnonni     |  |
|                                |   |                      |                     |  |  |       |  |  | Walter Stewart |  |  | James Stewart |  |
|                                |   |                      |                     |  |  |       |  |  | Walter Stewart |  |  | James Stewart |  |
|                                |   | Cecilia Dunbar       |                     |  |  |       |  |  | Walter Stewart |  |  |               |  |
| Roberto II di Scozia           |   |                      |                     |  |  |       |  |  | Walter Stewart |  |  |               |  |
|                                |   | Marjorie Bruce       | Roberto I di Scozia |  |  |       |  |  |                |  |  |               |  |
|                                |   | Marjorie Bruce       | Roberto I di Scozia |  |  |       |  |  |                |  |  |               |  |
|                                |   | Marjorie Bruce       | Isabella di Mar     |  |  |       |  |  |                |  |  |               |  |
| Roberto III di Scozia          |   | Marjorie Bruce       |                     |  |  |       |  |  |                |  |  |               |  |
|                                |   | Sir Adam Mure        | …                   |  |  |       |  |  |                |  |  |               |  |
|                                |   | Sir Adam Mure        | …                   |  |  |       |  |  |                |  |  |               |  |
|                                |   | Sir Adam Mure        | …                   |  |  |       |  |  |                |  |  |               |  |
| Elizabeth Mure                 |   | Sir Adam Mure        |                     |  |  |       |  |  |                |  |  |               |  |
|                                |   | Joan Cunningham      | …                   |  |  |       |  |  |                |  |  |               |  |
|                                |   | Joan Cunningham      | …                   |  |  |       |  |  |                |  |  |               |  |
|                                |   | Joan Cunningham      | …                   |  |  |       |  |  |                |  |  |               |  |
| David Stewart duca di Rothesay |   | Joan Cunningham      |                     |  |  |       |  |  |                |  |  |               |  |
|                                | … | …                    |                     |  |  |       |  |  |                |  |  |               |  |
|                                | … | …                    |                     |  |  |       |  |  |                |  |  |               |  |
|                                | … | …                    |                     |  |  |       |  |  |                |  |  |               |  |
| John Drummond di Lennox        | … |                      |                     |  |  |       |  |  |                |  |  |               |  |
|                                |   | …                    | …                   |  |  |       |  |  |                |  |  |               |  |
|                                |   | …                    | …                   |  |  |       |  |  |                |  |  |               |  |
|                                |   | …                    | …                   |  |  |       |  |  |                |  |  |               |  |
| Annabella Drummond             |   | …                    |                     |  |  |       |  |  |                |  |  |               |  |
|                                |   | Sir William Montifex | …                   |  |  |       |  |  |                |  |  |               |  |
|                                |   | Sir William Montifex | …                   |  |  |       |  |  |                |  |  |               |  |
|                                |   | Sir William Montifex | …                   |  |  |       |  |  |                |  |  |               |  |
| Mary di Montifex               |   | Sir William Montifex |                     |  |  |       |  |  |                |  |  |               |  |
|                                |   | …                    | …                   |  |  |       |  |  |                |  |  |               |  |
|                                |   | …                    | …                   |  |  |       |  |  |                |  |  |               |  |
|                                |   | …                    | …                   |  |  |       |  |  |                |  |  |               |  |
|                                |   | …                    |                     |  |  |       |  |  |                |  |  |               |  |